# Itingen
Itingen (gsw. Ütige) – gmina (niem. Einwohnergemeinde) w północnej Szwajcarii, w kantonie Bazylea-Okręg, w okręgu Sissach. 31 grudnia 2020 roku liczyła 2 186 mieszkańców. Przez teren gminy przebiegają autostrady A2 oraz A22, jak również droga główna nr 2.  